# 阴朝民
阴朝民（1964年10月—），汉族，河南陕县人。1984年9月加入中国共产党，研究员。1985年毕业于长春地质学院地质仪器系，1988年获得国家地震局地球物理所理学硕士学位。
1988年8月，任国家地震局地球物理所助理研究员，1992年9月至1996年7月，历任国家地震局科技监测司主任科员、副处长；1996年7月至1998年10月，历任国家地震局计划财务司综合计划处副处长、处长；1998年10月至2005年9月，历任中国地震局监测预报司副司长、司长；2005年9月，任中国地震台网中心主任、党委副书记。2008年4月，任中国地震局副局长、党组成员。
2025年1月10日，被免去中国地震局副局长职务。